# Beyond the Blue Horizon
| Recensione | Giudizio |
| ---------- | -------- |
| AllMusic   |          |

Beyond the Blue Horizon è un album del chitarrista e cantante jazz statunitense George Benson, pubblicato dalla CTI Records nel maggio del 1971.

## Tracce

### LP
(1971, CTI Records, CTI 6009)
Lato A
1. So What? – 9:05 (musica: Miles Davis)
2. The Gentle Rain (Strumentale) – 9:05 (testo: Matt Dubey – musica: Luiz Bonfá)

Durata totale: 18:10
Lato B
1. All Clear – 5:15 (musica: George Benson)
2. Ode to a Kudu – 3:45 (musica: George Benson)
3. Somewhere in the East – 6:05 (musica: George Benson)

Durata totale: 15:05

### CD
(2001, CTI Records, 5060302)
1. So What? – 9:18 (musica: Miles Davis)
2. The Gentle Rain (Strumentale, dal film, The Gentle Rain) – 9:12 (testo: Matt Dubey – musica: Luiz Bonfá)
3. All Clear – 5:27 (musica: George Benson)
4. Ode to a Kudu – 3:45 (musica: George Benson)
5. Somewhere in the East – 6:09 (musica: George Benson)
6. All Clear – 5:45 (musica: George Benson) – Traccia bonus - Alternate take
7. Ode to a Kudu – 4:39 (musica: George Benson) – Traccia bonus - Alternate take
8. Somewhere in the East – 9:46 (musica: George Benson) – Traccia bonus - Alternate take

Durata totale: 54:01

## Formazione
- George Benson – chitarra
- Ron Carter – contrabbasso
- Jack DeJohnette – batteria
- Clarence Palmer – organo
- Michael Cameron – percussioni
- Albert Nicholson – percussioni

### Produzione
- Creed Taylor – produzione
- Registrazioni effettuate nel febbraio 1971 al Van Gelder Studios, Englewood Cliffs, New Jersey
- Rudy Van Gelder – ingegnere delle registrazioni
- Bob Ciano – design copertina album originale
- Pete Turner – foto copertina frontale album originale
- Chuck Stewart – foto retrocopertina album originale[4]